# Beşdam
Beşdam är en ort i Azerbajdzjan.   Den ligger i distriktet Siyəzən Rayonu, i den östra delen av landet, 90 kilometer nordväst om huvudstaden Baku. Antalet invånare är 691.
Terrängen runt Beşdam är kuperad åt sydväst, men åt nordost är den platt. Närmaste större samhälle är Kilyazi, 18,5 kilometer sydost om Beşdam. 
Trakten runt Beşdam består till största delen av jordbruksmark. Runt Beşdam är det ganska glesbefolkat, med 47 invånare per kvadratkilometer.